# Dinastía Trần
La dinastía Trần, también conocida como la Casa de Trần, fue un clan real medieval vietnamita que gobernó el Reino de Đại Việt desde 1225 hasta 1400. La dinastía se fundó cuando el emperador Trần Thái Tông ascendió al trono después de que su tío Trần Thủ Độ orquestó el derrocamiento de la dinastía Lý. El último emperador de la dinastía fue Thiếu Đế, quien a la edad de cinco años se vio obligado a abdicar del trono en favor de su abuelo materno, Hồ Quý Ly. La dinastía Trần derrotó dos invasiones mongolas, sobre todo en la decisiva batalla del río Bạch Đằng.en 1288.
Los Tran mejoraron la pólvora china permitiéndoles expandirse hacia el sur para derrotar y vasallar a los Champa. También comenzaron a utilizar papel moneda por primera vez en Vietnam. El período Tran se consideró una edad de oro en la lengua, las artes y la cultura vietnamitas; con las primeras piezas de la literatura Chữ Nôm escritas durante este período, y la primera introducción de la lengua vernácula vietnamita en la corte, junto con el chino. Esto sentó las bases para un mayor desarrollo y consolidación de la lengua y la identidad vietnamita.

## Historia

### Origen y fundación
Los antepasados del clan Trần, Trần Kinh (陳 京 Chén Jīng) emigraron de la provincia de Fujian a Đại Việt a principios del siglo XII. Se instalaron en la aldea de Tức Mặc (ahora Mỹ Lộc , Nam Định ) y vivieron de la pesca.: 120   Su nieto Trần Lý (陳 李; 1151 - 1210), se convirtió en un rico terrateniente de la zona. El nieto de Trần Lý, Trần Cảnh, estableció más tarde la dinastía Trần. Desde Trần Lý en adelante, el clan Trần se relacionó con el clan Lý mediante matrimonios mixtos con varios miembros reales de la dinastía Real Lý.
Durante la época conflictiva bajo el reinado de Lý Cao Tông, el Príncipe Heredero Lý Sảm buscó refugio en la familia de Trần Lý y decidió casarse con su hermosa hija Trần Thị Dung en 1209. Después, fue el clan Trần quien ayudó Lý Cao Tông y Lý Sảm restauran el trono en Thăng Long. Como resultado, el Emperador nombró a varios miembros del clan Trần para altos cargos en la corte real, como Tô Trung Từ, que era tío de Trần Thị Dung, y Trần Tự Khánh y Trần Thừa, que eran hijos de Trần Lý. En 1211, el príncipe heredero Lý Sảm fue entronizado como Lý Huệ Tông después de la muerte de Lý Cao Tông. En ese momento, la posición del clan Trần comenzó a elevarse en la corte real.
Después de un período de crisis política, el emperador Lý Huệ Tông, que había estado mentalmente enfermo durante mucho tiempo, finalmente decidió ceder el trono de la dinastía Lý a la princesa heredera Lý Chiêu Hoàng en octubre del calendario lunar de 1224. Ascendiendo al trono a la edad de solo seis años, Lý Chiêu Hoàng gobernó bajo la influencia total del comandante de la guardia real, Trần Thủ Độ. Incluso los sirvientes de la Emperatriz Regnant fueron elegidos por Trần Thủ Độ; uno de ellos era su sobrino Trần Cảnh, de 7 años. Cuando Trần Cảnh le informó a Trần Thủ Độ que la Emperatriz Regnant parecía tenerle afecto, el líder del clan Trần decidió inmediatamente aprovechar esta oportunidad para llevar a cabo su plan para derrocar a la dinastía Lý y establecer una nueva dinastía gobernada por su propio clan. Primero Trần Thủ Độ trasladó a todo el clan Trần al palacio real y organizó allí un matrimonio secreto entre Lý Chiêu Hoàng y Trần Cảnh, sin la aparición de ningún mandarín o miembro de la familia real Lý. Después de eso, anunció el hecho consumado.a la corte real y obligó a Lý Chiêu Hoàng a ceder el trono a su nuevo marido alegando que ella era incapaz de ocupar el cargo. Por lo tanto, Trần Cảnh fue elegida como su sucesora. Como resultado, el reinado de 216 años de la dinastía Lý terminó y la nueva dinastía Trần se creó el primer día del duodécimo mes lunar (gregoriano: 31 de diciembre) de 1225.

### Tran temprano
Después del colapso de la dinastía Lý, Trần Thủ Độ todavía temía que la recién establecida dinastía Trần pudiera ser derrocada por sus oponentes políticos. Por lo tanto, continuó eliminando miembros de la familia real Lý: primero el ex emperador Lý Huệ Tông en el décimo mes lunar de 1226, luego otros miembros de la familia real Lý fueron masacrados por orden de Trần Thủ Độ en el octavo mes lunar de 1232.
Trần Thái Tông fue entronizado cuando solo tenía ocho años. Hubo varias rebeliones en Đại Việt en ese momento, por lo que Trần Thủ Độ tuvo que dedicar todos sus esfuerzos a consolidar el gobierno de Thái Tông en la corte real y sobre el país. Inmediatamente después de la coronación del emperador en 1226, Nguyễn Nộn y Đoàn Thượng se rebelaron en la región montañosa de Bắc Giang y Hải Dương. Tanto por medidas militares como diplomáticas, como el envío de un ejército y otorgando a dos líderes de la revuelta el título de Príncipe ( Vương ), Trần Thủ Độ pudo sofocar estas revueltas en 1229.
Según Đại Việt sử ký toàn thư, Thái Tông y su esposa, la emperatriz Lý Chiêu Hoàng , no tuvieron su primer hijo durante algún tiempo. Esta situación preocupó al gran canciller Trần Thủ Độ porque se había beneficiado de circunstancias similares con el emperador Lý Huệ Tông para derrocar a la dinastía Lý. Por lo tanto, en 1237 Trần Thủ Độ decidió obligar al príncipe Hoài Trần Liễu , hermano mayor de Thái Tông, a entregar a su esposa, la princesa Thuận Thiên, por el emperador cuando ella había estado embarazada de Trần Quốc Khang.durante tres meses. Después del matrimonio real, Thuận Thiên recibió el título de nueva emperatriz de la dinastía Trần, mientras que Chiêu Thánh fue degradada a princesa. Furioso por perder a su esposa embarazada, Trần Liễu se rebeló contra la familia real. Mientras tanto, Thái Tông se sintió incómodo por la situación y decidió convertirse en monje en la montaña Yên Tử en la Provincia de Quảng Ninh . Finalmente, Trần Thủ Độ persuadió con éxito a Thái Tông para que regresara al trono, y Trần Liễu tuvo que rendirse después de juzgar que no podía soportar su frágil fuerza. Todos los soldados que participaron en esta revuelta fueron asesinados; Trần Thủ Độ incluso quiso decapitar a Trần Liễu, pero Thái Tông lo detuvo.

### Invasiones mongolas
En 1257 se lanzó la primera invasión mongola de Đại Việt con el propósito de abrir un frente sur contra la dinastía Song, contra la que lucharon durante más de dos décadas. Los mongoles ya habían conquistado partes de la actual Sichuan y el reino de Dali en la actual Yunnan para sitiar a los Song del Sur desde el oeste. Trần Thái Tông se opuso a la invasión de un ejército extranjero a través de su territorio para atacar a su aliado, por lo que envió soldados sobre elefantes para disuadir a las tropas mongolas. Las tropas montadas en elefantes fueron derrotadas por francotiradores que apuntaban a los elefantes. Al comienzo de la guerra, el ejército de Đại Việt sufrió varias derrotas por una fuerza abrumadora que ya había conquistado una vasta área en Asia. Varios funcionarios de alto rango de la dinastía Trần estaban tan temerosos que el príncipe Trần Nhật Hiệu, el hermano menor de Thái Tông, incluso sugirió al emperador que podrían escapar de Đại Việt a la dinastía Song. Trần Thái Tông se sometió a los mongoles después de la pérdida de un príncipe y la capital. En 1258, los Trần comenzaron relaciones diplomáticas regulares y una relación tributaria con la corte mongola, tratándolos como iguales a la asediada dinastía Song del Sur sin renunciar a sus vínculos con los Song.

### Paz y expansión hacia el sur
Después de las tres invasiones, la gente de Dai Viet finalmente pudo disfrutar de un largo período de prosperidad y paz durante los reinados de Tran Anh Tong, Tran Minh Tong y Tran Hien Tong. Anh Tong fue el primer emperador Tran en reinar sin enfrentarse a los ataques del Imperio mongol. A pesar de la muerte de los dos generales más importantes de principios de la dinastía Tran, Tran Quang Khai en 1294 y Tran Quoc Tuan en 1300, el emperador aún contaba con muchos mandarines eficientes como Tran Nhat Duat, Doan Nhu Hai, Pham Ngu Lao, Truong Truong Han Sieu, Mac Dinh Chiy Nguyễn Trung Ngạn. Anh Tông fue muy estricto en suprimir el juego y la corrupción, pero también recompensó generosamente a quienes le sirvieron bien.

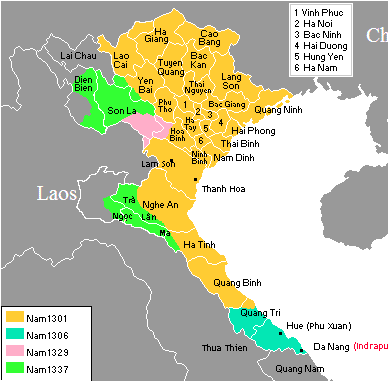
La expansión de la dinastía Dai Viet Tran de 1225 a 1306

En 1306, el rey de Champa , Chế Mân , ofreció a Vietnam dos prefecturas de Cham, Ô y Lý, a cambio de un matrimonio con la princesa vietnamita Huyền Trân . Anh Tông aceptó esta oferta, luego tomó y renombró la prefectura de Ô y la prefectura de Lý a la prefectura de Thuận y la prefectura de Hóa. Estas dos prefecturas pronto comenzaron a ser referidas colectivamente como la región de Thuận Hóa. Solo un año después del matrimonio, Chế Mân murió y, de acuerdo con la tradición real de Champa, Huyền Trân debía ser incinerado con su esposo . Ante esta situación urgente, Anh Tông envió a su mandarín Trần Khắc Chunga Champa para salvar a Huyền Trân de una muerte inminente. Finalmente, Huyền Trân pudo regresar a Đại Việt, pero Chế Chí, el sucesor de Chế Mân, ya no deseaba cumplir con el tratado de paz con Đại Việt. Después de ese evento, el propio Anh Tông, junto con los generales Trần Quốc Chân y Trần Khánh Dư, comandaron tres grupos de unidades militares Đại Việt para atacar Champa en 1312. Chế Chí fue derrotado y capturado en esta invasión, y Anh Tông instaló un sucesor cuidadosamente seleccionado, pero las relaciones entre Đại Việt y Champa permanecieron tensas durante mucho tiempo después.

## Árbol genealógico
|            |            |            |            |            |            |  |  |  |  |           |           |           |           |           |           | Thái Tổ    |  |  |  |  |  |         |         |         |         |         |         |  |  |  |  |          |          |          |          |          |          |  |  |  |  |          |          |          |          |          |          |  |  |  |  |  |  |  |  |  |  |  |  |  |  |  |  |  |  |  |  |  |  |  |  |  |  |  |  |  |  |  |  |
|            |            |            |            |            |            |  |  |  |  |           |           |           |           |           |           |            |  |  |  |  |  |         |         |         |         |         |         |  |  |  |  |          |          |          |          |          |          |  |  |  |  |          |          |          |          |          |          |  |  |  |  |  |  |  |  |  |  |  |  |  |  |  |  |  |  |  |  |  |  |  |  |  |  |  |  |  |  |  |  |
|            |            |            |            |            |            |  |  |  |  |           |           |           |           |           |           | Thái Tông  |  |  |  |  |  |         |         |         |         |         |         |  |  |  |  |          |          |          |          |          |          |  |  |  |  |          |          |          |          |          |          |  |  |  |  |  |  |  |  |  |  |  |  |  |  |  |  |  |  |  |  |  |  |  |  |  |  |  |  |  |  |  |  |
|            |            |            |            |            |            |  |  |  |  |           |           |           |           |           |           |            |  |  |  |  |  |         |         |         |         |         |         |  |  |  |  |          |          |          |          |          |          |  |  |  |  |          |          |          |          |          |          |  |  |  |  |  |  |  |  |  |  |  |  |  |  |  |  |  |  |  |  |  |  |  |  |  |  |  |  |  |  |  |  |
|            |            |            |            |            |            |  |  |  |  |           |           |           |           |           |           | Thánh Tông |  |  |  |  |  |         |         |         |         |         |         |  |  |  |  |          |          |          |          |          |          |  |  |  |  |          |          |          |          |          |          |  |  |  |  |  |  |  |  |  |  |  |  |  |  |  |  |  |  |  |  |  |  |  |  |  |  |  |  |  |  |  |  |
|            |            |            |            |            |            |  |  |  |  |           |           |           |           |           |           |            |  |  |  |  |  |         |         |         |         |         |         |  |  |  |  |          |          |          |          |          |          |  |  |  |  |          |          |          |          |          |          |  |  |  |  |  |  |  |  |  |  |  |  |  |  |  |  |  |  |  |  |  |  |  |  |  |  |  |  |  |  |  |  |
|            |            |            |            |            |            |  |  |  |  |           |           |           |           |           |           | Nhân Tông  |  |  |  |  |  |         |         |         |         |         |         |  |  |  |  |          |          |          |          |          |          |  |  |  |  |          |          |          |          |          |          |  |  |  |  |  |  |  |  |  |  |  |  |  |  |  |  |  |  |  |  |  |  |  |  |  |  |  |  |  |  |  |  |
|            |            |            |            |            |            |  |  |  |  |           |           |           |           |           |           |            |  |  |  |  |  |         |         |         |         |         |         |  |  |  |  |          |          |          |          |          |          |  |  |  |  |          |          |          |          |          |          |  |  |  |  |  |  |  |  |  |  |  |  |  |  |  |  |  |  |  |  |  |  |  |  |  |  |  |  |  |  |  |  |
|            |            |            |            |            |            |  |  |  |  |           |           |           |           |           |           | Anh Tông   |  |  |  |  |  |         |         |         |         |         |         |  |  |  |  |          |          |          |          |          |          |  |  |  |  |          |          |          |          |          |          |  |  |  |  |  |  |  |  |  |  |  |  |  |  |  |  |  |  |  |  |  |  |  |  |  |  |  |  |  |  |  |  |
|            |            |            |            |            |            |  |  |  |  |           |           |           |           |           |           |            |  |  |  |  |  |         |         |         |         |         |         |  |  |  |  |          |          |          |          |          |          |  |  |  |  |          |          |          |          |          |          |  |  |  |  |  |  |  |  |  |  |  |  |  |  |  |  |  |  |  |  |  |  |  |  |  |  |  |  |  |  |  |  |
|            |            |            |            |            |            |  |  |  |  |           |           |           |           |           |           | Minh Tông  |  |  |  |  |  |         |         |         |         |         |         |  |  |  |  |          |          |          |          |          |          |  |  |  |  |          |          |          |          |          |          |  |  |  |  |  |  |  |  |  |  |  |  |  |  |  |  |  |  |  |  |  |  |  |  |  |  |  |  |  |  |  |  |
|            |            |            |            |            |            |  |  |  |  |           |           |           |           |           |           |            |  |  |  |  |  |         |         |         |         |         |         |  |  |  |  |          |          |          |          |          |          |  |  |  |  |          |          |          |          |          |          |  |  |  |  |  |  |  |  |  |  |  |  |  |  |  |  |  |  |  |  |  |  |  |  |  |  |  |  |  |  |  |  |
|            |            |            |            |            |            |  |  |  |  |           |           |           |           |           |           |            |  |  |  |  |  |         |         |         |         |         |         |  |  |  |  |          |          |          |          |          |          |  |  |  |  |          |          |          |          |          |          |  |  |  |  |  |  |  |  |  |  |  |  |  |  |  |  |  |  |  |  |  |  |  |  |  |  |  |  |  |  |  |  |
| Nghệ Tông  | Nghệ Tông  | Nghệ Tông  | Nghệ Tông  | Nghệ Tông  | Nghệ Tông  |  |  |  |  | Hiến Tông | Hiến Tông | Hiến Tông | Hiến Tông | Hiến Tông | Hiến Tông |            |  |  |  |  |  | Dụ Tông | Dụ Tông | Dụ Tông | Dụ Tông | Dụ Tông | Dụ Tông |  |  |  |  | Duệ Tông | Duệ Tông | Duệ Tông | Duệ Tông | Duệ Tông | Duệ Tông |  |  |  |  | Cung Túc | Cung Túc | Cung Túc | Cung Túc | Cung Túc | Cung Túc |  |  |  |  |  |  |  |  |  |  |  |  |  |  |  |  |  |  |  |  |  |  |  |  |  |  |  |  |  |  |  |  |
| Nghệ Tông  | Nghệ Tông  | Nghệ Tông  | Nghệ Tông  | Nghệ Tông  | Nghệ Tông  |  |  |  |  | Hiến Tông | Hiến Tông | Hiến Tông | Hiến Tông | Hiến Tông | Hiến Tông |            |  |  |  |  |  | Dụ Tông | Dụ Tông | Dụ Tông | Dụ Tông | Dụ Tông | Dụ Tông |  |  |  |  | Duệ Tông | Duệ Tông | Duệ Tông | Duệ Tông | Duệ Tông | Duệ Tông |  |  |  |  | Cung Túc | Cung Túc | Cung Túc | Cung Túc | Cung Túc | Cung Túc |  |  |  |  |  |  |  |  |  |  |  |  |  |  |  |  |  |  |  |  |  |  |  |  |  |  |  |  |  |  |  |  |
| Thuận Tông | Thuận Tông | Thuận Tông | Thuận Tông | Thuận Tông | Thuận Tông |  |  |  |  |           |           |           |           |           |           |            |  |  |  |  |  |         |         |         |         |         |         |  |  |  |  | Phế Đế   | Phế Đế   | Phế Đế   | Phế Đế   | Phế Đế   | Phế Đế   |  |  |  |  | Nhật Lễ  | Nhật Lễ  | Nhật Lễ  | Nhật Lễ  | Nhật Lễ  | Nhật Lễ  |  |  |  |  |  |  |  |  |  |  |  |  |  |  |  |  |  |  |  |  |  |  |  |  |  |  |  |  |  |  |  |  |
| Thuận Tông | Thuận Tông | Thuận Tông | Thuận Tông | Thuận Tông | Thuận Tông |  |  |  |  |           |           |           |           |           |           |            |  |  |  |  |  |         |         |         |         |         |         |  |  |  |  | Phế Đế   | Phế Đế   | Phế Đế   | Phế Đế   | Phế Đế   | Phế Đế   |  |  |  |  | Nhật Lễ  | Nhật Lễ  | Nhật Lễ  | Nhật Lễ  | Nhật Lễ  | Nhật Lễ  |  |  |  |  |  |  |  |  |  |  |  |  |  |  |  |  |  |  |  |  |  |  |  |  |  |  |  |  |  |  |  |  |
| Thiếu Đế   |            |            |            |            |            |  |  |  |  |           |           |           |           |           |           |            |  |  |  |  |  |         |         |         |         |         |         |  |  |  |  |          |          |          |          |          |          |  |  |  |  |          |          |          |          |          |          |  |  |  |  |  |  |  |  |  |  |  |  |  |  |  |  |  |  |  |  |  |  |  |  |  |  |  |  |  |  |  |  |